# Nicolas Chatelain
Pour les articles homonymes, voir Chatelain.
Nicolas Chatelain est un pongiste français né le 13 janvier 1970 à Amiens. Champion d'Europe par équipes en 1994 et 1998, il devient champion de France en double avec Patrick Chila en 1993 et 1997.
Le meilleur classement national obtenu par Nicolas Chatelain est numéro 2 français en 1992, derrière Jean-Philippe Gatien.

## Carrière sportive
Nicolas Chatelain a évolué dans les clubs d'Amiens SC (son club formateur devenu depuis Amiens STT), Cestas, Issy les Moulineaux, Nimes et VGA Saint Maur, club dans lequel il a terminé sa carrière.
Durant sa carrière internationale, Nicolas Chatelain a battu par trois fois le numéro 1 mondial de l'époque : Jan-Ove Waldner. 
La première victoire a lieu en ligue européenne, lors d'un France-Suède disputé à Saint-Quentin dans l'Aisne, le 13 février 1990. L'équipe de France était composée de Jean-Philippe Gatien et de Nicolas Chatelain. L'équipe de Suède était composée de Jan Ove Waldner et de Erik Lindh. 
La seconde victoire a été obtenue à Birmingham, aux internationaux de Grande-Bretagne en 1991.
Ayant terminé dans les trois premiers du tournoi pré-olympique de Bolzano (Italie), il a gagné sa participation aux Jeux Olympiques de Barcelone en 1992. Il n'a pu passer le premier tour à Barcelone, battu par le britannique  Matthew Syed et par le suédois Jörgen Persson.